# 馬場ザクラ

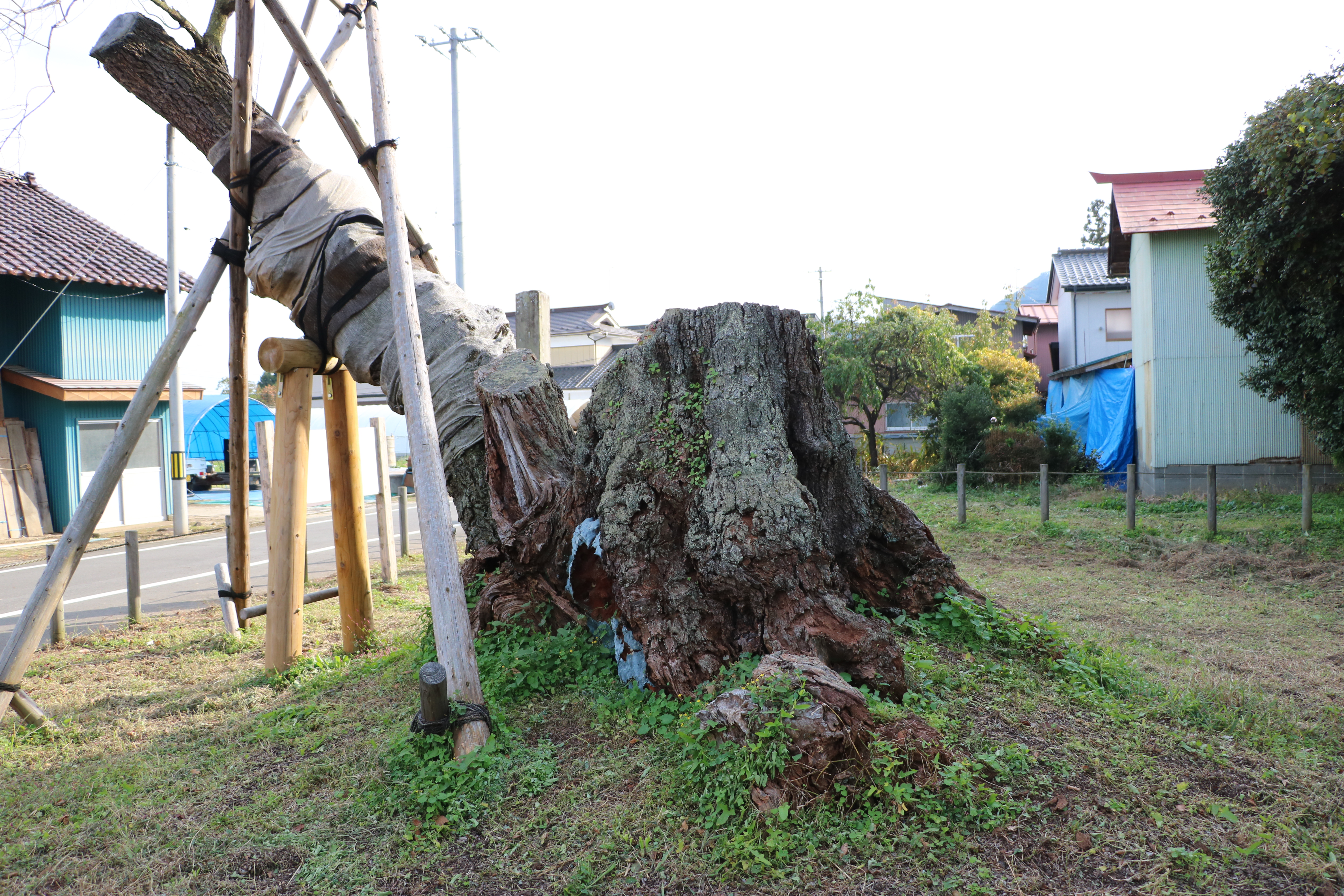
馬場ザクラ。衰弱が著しく樹勢回復作業が懸命に行われている。2023年10月25日撮影。

馬場ザクラ（ばばザクラ）は、福島県安達郡大玉村玉井字石橋に生育する、国の天然記念物に指定されたエドヒガンの老桜である。
源義家にまつわる伝承が残る老桜として古くから著名なエドヒガンであり、1936年（昭和11年）12月16日に国の天然記念物に指定された。推定樹齢1000年超という老古木であるが、1986年（昭和61年）の干ばつの水不足により急速に樹勢が衰え、地域住民らによる回復作業により一時は樹勢が持ち直したものの、その後も幹の腐朽などが進行している。
2018年（平成30年）3月1日の強風により根元より倒伏したため、地域住民らによって引き起こされたが、衰弱が著しく厳しい状態が続いており、大玉村では樹勢回復作業を懸命に行っている。春にはわずかに残った枝葉から白い花を咲かせる。

## 解説
馬場ザクラのある福島県安達郡大玉村は、郡山市と二本松市の中間、同県中通りに位置し、安達太良山の南東麓の裾野に広がる扇状地上に所在する村である。国の天然記念物に指定された馬場ザクラは、同村中心部の玉井地区にある大玉村役場から南西へ直線距離で700メートルほどの場所にある字石橋の、玉ノ井神社と虚空蔵堂（福満虚空蔵尊）が南北に並ぶ村道沿いにあり、馬場ザクラは虚空蔵堂の境内に生育している。
エドヒガン（江戸彼岸、学名：Cerasus itosakura var. itosakura f. ascendens (標準)、Cerasus itosakura (広義)）は、バラ科サクラ属のサクラで、日本国内に複数種あるサクラ属の原種の一つであり、園芸種まで含めると非常に多くの品種がある。エドヒガンには枝垂れなど形態上の変異だけでなく、花の色も区別のつきやすい、白色、紅色、薄紅色以外の微妙な色違いも多数あり、シロヒガン（白彼岸）、ウスベニヒガン（薄紅彼岸）、ベニシダレ（紅枝垂）など、品種名の数は枚挙にいとまがない。これらのうち馬場ザクラはシロヒガン（白彼岸）にあたる。
「馬場桜」の名称の由来は源義家が奥州征伐の際、軍馬を訓練した馬場の所在地が、この桜の周囲であったという言い伝えによる。また、義家がこの桜樹の幹にウマを繋いだ（駒を止めた）という話や、義家がムチに使用していた桜の枝を土に挿したものが根付いたとも言われ、一名「駒止め桜」とも「義家桜」とも呼ばれている。
正確な樹齢は不明であるが推定1000年以上と言われるように、伝承や外観上からも相当の老樹であることは間違いがなく、大玉村の村史（1976年・昭和51年）では「古色鬱蒼とした老木」と形容されている。エドヒガンの老樹によく見られる痛んだ外観については、1936年（昭和11年）5月3日に天然記念物指定調査のため現地調査を行った植物学者の三好学も指摘しており、三好によれば幹の基部の東側は地上約3.5メートルの高さまで欠けて裂けており、大きく分かれた枝の中には折損したものがあると記載されている。
当時の三好の計測によれば、根元周囲約11.1メートル、地上1.5メートルでの幹囲約7.45メートル、樹高約21.0メートルと、白彼岸桜の一大老樹かつ有数の巨樹であると記述している。現地調査を行った5月3日は満開であり花の状態も観察され、花序は3つ、もしくは4つ、花梗の長さは約1.3センチメートル、花首は約2.3センチメートル、雄蕊は2本ないし3本で、咲き始めの花色は薄紅色であるが開花が進むと白色になる様子が確認された。こうして馬場ザクラは当時の保存要目第一「名木、巨樹、老樹」として、現地調査から約半年後の1936年（昭和11年）12月16日に国の天然記念物に指定された。
指定当時から主幹の裂け目や枝の枯損があり、先述の村史が発行された1976年（昭和51年）の時点で「最近枯死した枝が数条に上る」とされている。また、株元近くの道路が舗装されたことで地中の根の環境が悪化した可能性を、福島大学教授で福島県文化財保護審議会委員の樫村利道は指摘している。2018年（平成30年）3月1日の強風による倒伏など樹勢の衰えは厳しいものの、かろうじて残った古幹から萌芽した枝葉から例年4月下旬に開花し、花見に訪れる近隣の人々から親しまれている。

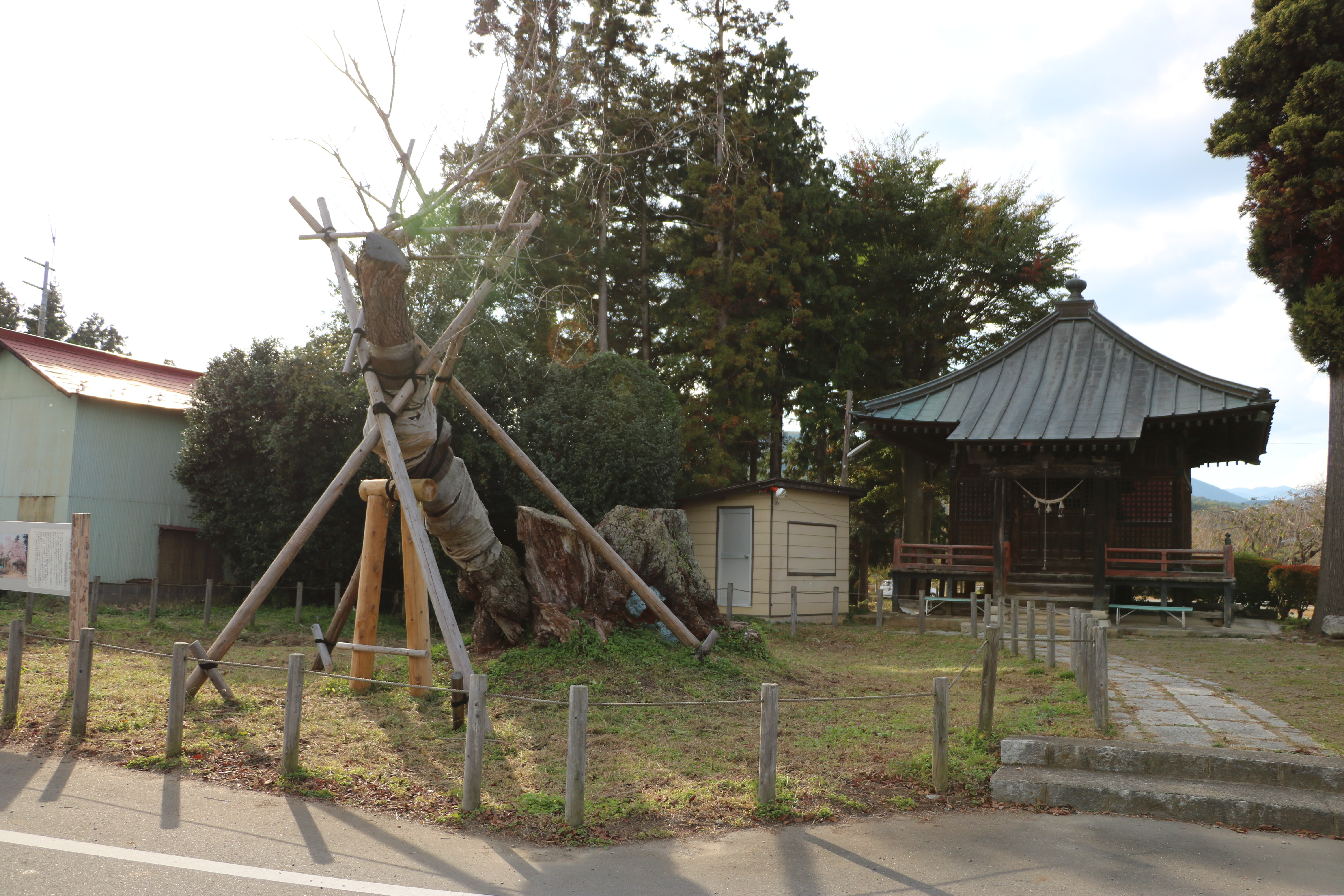
馬場ザクラと福満虚空蔵尊のお堂。舗装道路のすぐ際に生育する。2023年10月25日撮影。
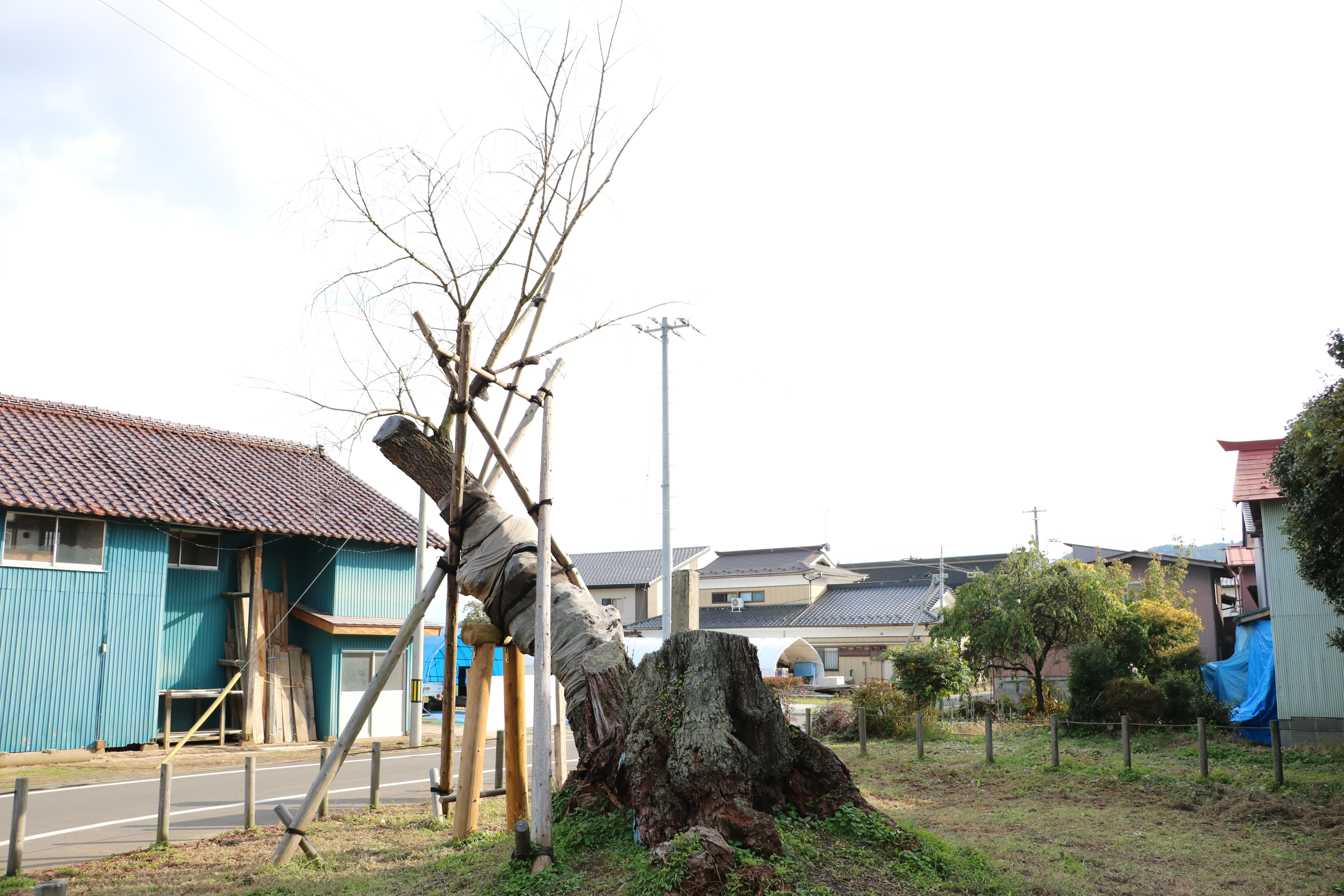
開花期には古株上部から萌芽している細い若枝に花を咲かせる。2023年10月25日撮影。
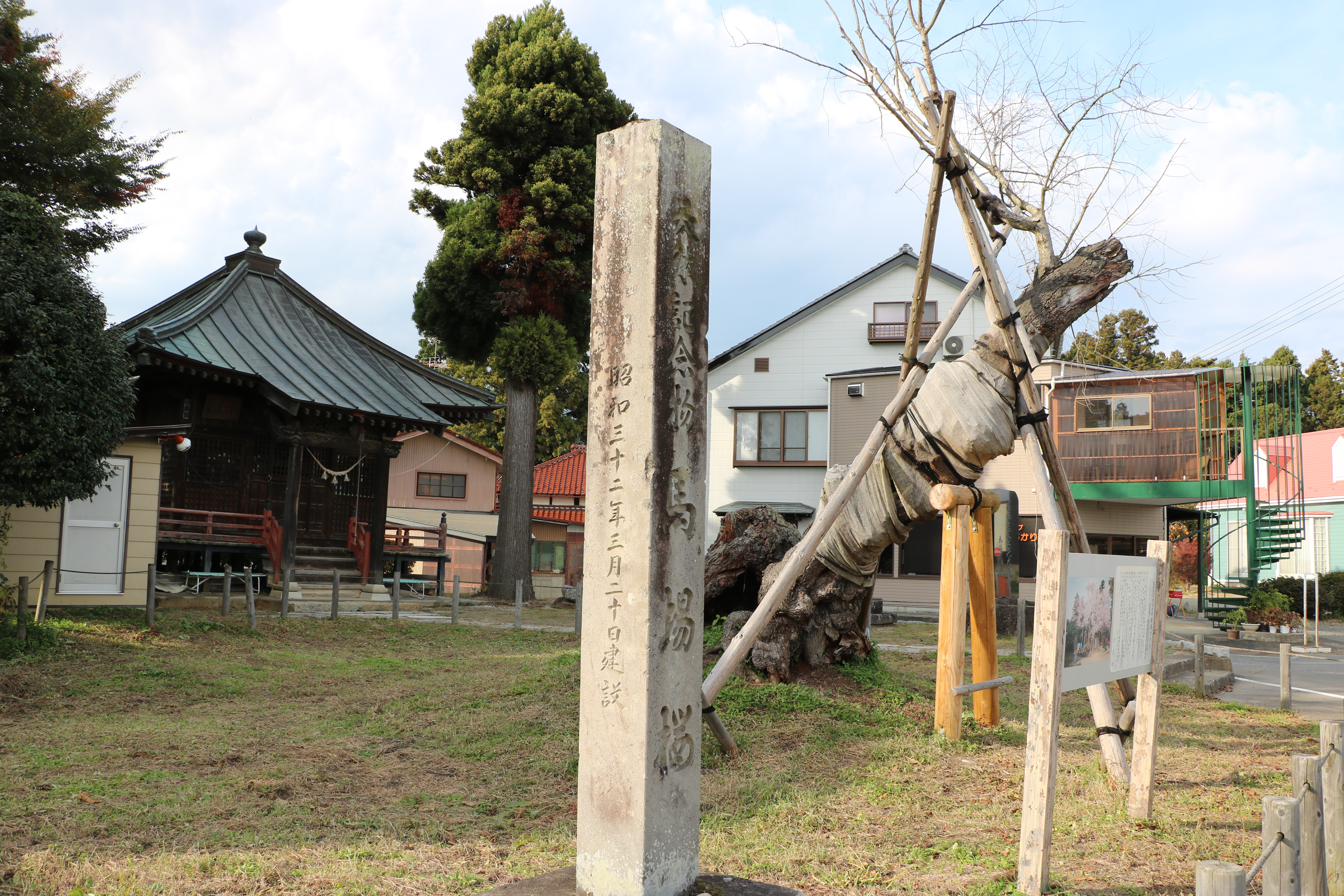
天然記念物石碑と馬場ザクラ。2023年10月25日撮影。

## 交通アクセス
所在地
- 福島県安達郡大玉村玉井字石橋 福満虚空蔵尊境内

交通
- 東北自動車道本宮インターチェンジより車で約15分[9]。
- JR東北本線本宮駅より車で約10分[9]。